# تعادل تأملی
تعادل تأملی (به انگلیسی:Reflective equilibrium) حالتی از تعادل یا انسجام بین مجموعه ای از باورها است که از طریق فرایند تعدیل و تنظیم متقابل مشورتی در بین اصول کلی و حکم‌های خاص به دست می‌آید. نلسون گودمن (اگرچه که او از این اصطلاح استفاده نکرد) روش تعادل بازتابی را به عنوان رویکردی برای توجیه اصول منطق استقرایی معرفی کرد (این روش اکنون به عنوان روش گودمن شناخته می‌شود). اصطلاح تعادل تأملی توسط جان رالز ابداع شد و در نظریه عدالت او به عنوان روشی برای رسیدن به محتوای اصول عدالت رایج شد.
به گفته «Dietmar Hübner» تفسیرات زیادی از این مفهوم وجودداشته که منجر به منحرف شدن قدرت مجاب سازی این مفهوم می‌شود.